# Apataniana rauschorum
Apataniana rauschorum är en nattsländeart som beskrevs av Malicky 1999. Apataniana rauschorum ingår i släktet Apataniana och familjen Apataniidae. Inga underarter finns listade i Catalogue of Life.